# Ariyur
Ariyur é uma vila no distrito de Vellore , no estado indiano de Tamil Nadu.

## Demografia
Segundo o censo de 2001,  Ariyur  tinha uma população de 5429 habitantes. Os indivíduos do sexo masculino constituem 50% da população e os do sexo feminino 50%. Ariyur tem uma taxa de literacia de 76%, superior à média nacional de 59.5%; com 54% para o sexo masculino e 46% para o sexo feminino. 10% da população está abaixo dos 6 anos de idade.